# Zvonka T. Simčič
Zvonka T Simčič je slovenska vizualna  umetnica, videastka in intermedijska umetnica, * 1963.

## Delo
Zvonka Simčič od osemdesetih let 20. stoletja z videom prikazuje začetke seksualne emancipacije v Sloveniji. Njena umetniška dela govorijo o boju za človekove pravice in so močno povezana z lastnimi izkušnjami v socialnem prostoru. 
Leta 1994 je diplomirala na Ljubljanski Akademiji za likovno umetnost smer slikarstvo pri profesorju Emeriku Bernardu. 1996 je zaključila magistrski študij slikarstva pri profesorici Metki Krašovec. Vse od takrat aktivno razstavlja doma in v tujini. Mediji, ki jih uporablja so instalacije, video, performans in fotografija. Posveča se tudi ljudskemu petju, ki v sebi nosi zvoke prvinskosti. Leta 2014 je skupaj s Silvano Paletti iz Rezije posnela zgoščenko Mali Rug / Glas neba. Izpopolnjevala se je tudi na področju videa in performansa. Leta 2019 je končala postdiplomski študij na Teološki fakulteti smer Duhovno izpopolnjevanje. Leta 2001 je ustanovila Zavod CrossCommunityCreation Zavod CCC, ki se osredotoča na stičišča multimedijskih umetnosti in projekte družbenega raziskovanja,  ki ga vse od takrat tudi vodi. Leta 2015 je Zavod CCC prvič izvedel projekt Hiša na hribu Arhivirano 2020-12-03 na Wayback Machine., kjer se združuje sodobna umetnost skupaj s kulturno in naravno dediščino. Centralno prizorišče je ob cerkvi Sv. Marjete v vasi Žlebe, kjer je bila Zvonka tudi rojena.

## Intermedijska umetnost
Hiša na hribu je projekt, ki so ga v prvi izvedbi domislili Zvonka T Simčič, Franc Cegnar in Petja Grafenauer. Projekt je že gostil preko 100 domačih in tujih umetnikov. Hiša na Hribu povezuje sodobna umetniška dela z mirom razkošne narave in objemom kulturne dediščine v osrčju Polhograjskih dolomitov, tik ob Ljubljanski prestolnici.
V naročju kulturne in naravne dediščine je projekt, ki je bil izbran na Javnem pozivu za izbor operacij za uresničevanje ciljev Strategije lokalnega razvoja LAS v letu 2019. Izbrani projekti se izvajajo v okviru podukrepa “Podpora za izvajanje operacij v okviru strategije lokalnega razvoja, ki ga vodi skupnost”. Sredstva za sofinanciranje je LAS-u dodelilo Ministrstvo za kmetijstvo, gozdarstvo in prehrano v okviru Evropskega kmetijskega sklada za razvoj podeželja.

## Performans
V projektu V naročju že več let združuje performans, video umetnost skupaj z instalacijo in petjem. Postavlja ga v različnih oblikah. (2020: Kraljica miru: Corona Queen) Osnovno sporočilo dela je, kot je med drugim zapisala Renata Šribar v članku Živeti umetnost: Zvonka T Simčič kot kompleksni in prelomni simptom sodobne (Slovenske umetnosti in družbe): "A vendar umetnica kljub težavnosti svojega položaja (na presekih različnih vlog umetnice s samostojnim statusom in prekarnim delom, matere samohranilke, hčere skrbnice in požrtvovalne sodelavke in prijateljice) ne pristaja na trpljenje in žrtvovanje. Sublimira ju skozi napredujoče ustvarjalne geste, sprva marijanske, nato dialoške v umetniških aktih, vključujočih otroka, sledi prepomenjanje Marine Abramović v umetniškem aktu sedenja (»The artist is present«, 2010). Za Zvonko Simčič se slednje zgodi z vnašanjem tišine, zastoja, počitka, miru in ponotranjenega, ponovno oživljenega stika s sobivajočim.[ Marina Abramović tudi iz sedenja naredi dramo na ravni intersubjektivnosti in same forme, oboje sicer fascinantno, Zvonka Simčič pritegne in vibrira v intimističnem zatišju, saj vstavi zatič v poblazneli mehanizem neoliberalizirane in hiperproduktivne umetnosti – ki to ne more več biti, saj pogoji ustvarjanja njo kot tudi vse ostalo, znanost, intersubjektivnost, transcendenco uokvirjajo in utemeljujejo na branjevstvu, torej na tržnico v pejorativnem pomenu goljufive izmenjave. Počitek je zareza v obči ekonomiji izkoriščanja, ki šele omogoča recikliranje kulture smeti (per se odvečnih produktov dela) in vrnitev k individualno prilagojenemu procesiranju subjektivnosti in umetniške kreacije. To pa je tudi izraženi namen ustvarjanja avtorice-performerke.  [2] »Sedenje-počivanje-nepremično«  je Zvonka Simčič prvič izpeljala v sodelovanju s Francom Cegnarjem že 2011 v Budimpešti; zaznamoval je otvoritev performativnega dogodka PrazNIČnost. V istem času je doma potekalo praznovanje maminega 80. rojstnega dne, ki ga je Bogdana Herman počastila s petjem Lepe Vide. Po ustvarjalkinih besedah je bila med »sedenjem-počivanjem« bolj doma z mamo, sinom in Bogdano kot s skorajda 300 gostjami in gosti, med katerimi je bila na častnem mestu slovenska ambasadorka. Njeno pričevanje se nanaša tudi na inventiven know-how samega umetniškega dejanja, na ozaveščeni izklop, ki vnese nujno energijo za ponovni vklop.
[1] Denimo performans  Nove alegorije, ki je nastal leto po »Doulas …«.
[3] Gl. spletno stran umetničinega društva http://www.zavod-ccc.org/?p=790.
V njenem projektu, umetniškem performansu Lezbični poljub (2000), ki je bil uprizorjen pod Prešernovim spomenikom, sta si dva lezbična para pod spomenikom izmenjevala nežnosti in poljube. Posneto dogajanje in reakcije ljudi v okolici so prenašali v Galerijo Kapelica ter na kabelsko televizijo Ljubljana. Video je bil v okviru festivala Rdeče zore predstavljen tudi v Menzi pri koritu (2001) in na skupinski razstavi Skozi njene oči, utrinki lezbično-feministične produkcije (2014). Avtorica je z delom želela opozoriti na vzroke za nevidnost lezbičnih parov v javnosti ter poudariti, da je tudi lezbična želja legitimna.Izvedeni sta bili izvedeni še dve akciji Lezbičnega poljuba, ena na sobotni ljubljanski tržnici v centru Ljubljane in druga v času nedeljske maše pred baziliko Marije Pomagaj na Brezjah na Gorenjskem, najbolj obiskanem romarskem kraju v Sloveniji.
Umetničin performans iz leta 2007 DOULAS „ad utero, ab ovo” se je odvil 13. decembra 2007 v Galeriji Škuc z gostjo Renato Šribar. Za uvod in zaključek je imel kratek video, katerega posamezne dele je posnela Nada Žgank. V performansu se je upodobila kot nosečo Devico Marijo in predstavila lastno izkušnjo oploditve, nosečnosti in rojstva otroka. Večplastno zasnovan projekt se nanaša na osebno izkušnjo, kako kot umetnica in samska ženska postati mati s postopki biomedicinske pomoči in se ukvarja z vprašanjem, kako družba gleda na oploditev z biomedicinsko pomočjo in na položaj ženske, predvsem samske, ki se zanjo odloči. Postopek je od dopolnitve zakonodaje leta 2000 in od referenduma leta 2001 dalje namreč brezplačno dosegljiv le poročenim ali skupaj živečim parom. Problematika, ki jo avtorica izpostavlja, je odnos do vprašanja umetne oploditve, stiska samskih žensk, ki ne najdejo primernega partnerja, stigmatizacija mater samohranilk, diskriminacija samskih žensk in lezbijk in onemogočeno samostojno nadzorovanje reprodukcije."Odločitev za umetno oploditev predstavlja v državi, kjer tovrstna pravica samskim ženskam ni omogočena, pogumno in drzno dejanje suverene posameznice, ki s takšno gesto hkrati zavrača žensko podrejanje moški hegemoniji pri reprodukciji," je o delu zapisala Alenka Spacal ob razstavi Sledi v Kulturnem centru Tobačna 001 v Ljubljani leta 2013, ki sta jo kurirali Petja Grafenauer in Alenka Trebušak.
Umetnica je po rojstvu sina v projektu Nove alegorije (2008, 2009) obravnavala poporodno obdobje in vlogo matere samohranilke ter odnos države do enostarševskih družin. Projekt je bil sestavljen iz dveh delov, iz teoretično kritične platforme in performansa..

## Video
V videu z naslovom Sledi (2012) je avtorica razvijala zgoraj izpostavljene vsebine in hkrati z aktualiziranim motivom Lepe Vide slovenski družbi sporoča, da se ne strinja z diskriminatornim izidom referenduma o Družinskem zakoniku, na katerem so bile zavrnjene pravice otrok iz vseh svobodnejših oblik družin. Umetnica na aktivistično-umetniški način na ogled postavlja lastnega otroka. Sama se v položaju prekerne delavke, ki se kot svobodna umetnica v vlogi matere samohranilke sooča s številnimi eksistencialnimi težavami, predstavlja v podobi Lepe Vide, ko z vso težo odgovornosti po obronku nosi svojega otroka v svet. Pri projektu se ji je pridružila kantavtorica Ksenija Jus s svojo verzijo tragične Lepe Vide, ki postane žrtev kapitalističnih kriminalcev. Z uporniškimi besedili pa jo je podprl ženski pevski zbor Kombinat.
Skupaj z Valerie WolfGang in Uršo Bonelli Potokar so posnele dokumentarni film Kombinat. „To ni ženski film, čeprav je v njem glavni protagonist ženski pevski zbor, o katerem razmišljajo znanstvenice in so ga posnele filmarke. Je poskus zapisa o tem, kako lahko razumemo, čutimo in dojamemo način ženskega upora v določenem času in prostoru, kako družba nanj reagira ter zakaj ima ta upor (takšno) moč,“ pravijo ustvarjalke.
Obsežen projekt umetnice, ki ga je realizirala z Marino Gržinić in Aino Šmid je dokumentarni video Razmerja/25 let ŠKUC-LL, govori o 25. obletnici lezbične sekcije ŠKUC-LL (od 1987, prva lezbična organizacija v tem delu Evrope), o lezbičnem gibanju v nekdanji Jugoslaviji in o feministični, lezbični, gejevski, queerovski in transspolni poziciji v kontekstu politike, ekonomije, kulture, umetnosti in pravnoinstitucionalnega ustroja. Dokumentarni video je bil premierno predvajan v Slovenski kinoteki na festivalu Lezbična četrt leta 2012 začel s projekcijo dokumentarnega videa . Avtorice so posnele še vrsto video del.